# たくませいこ
たくま せいこ（旧姓:田熊 靖子（読み同じ）、1975年〈昭和50年〉7月5日 - ）は、日本の女優。所属芸能事務所は吉本興業。

## 略歴
大阪府東大阪市出身。身長160cm、血液型はA型。大阪府立清水谷高等学校卒業。大阪芸術大学舞台芸術学科演劇コース卒業。

## 人物
参議院議員を務めるお笑いタレントの西川きよしの選挙で、ウグイス嬢（選挙カーからアナウンス）を務めたのを機に、吉本興業に所属。吉本新喜劇・石田靖座長（当時）班として出演する傍ら、テレビドラマ、ナレーション等でも活躍している。
NHK教育テレビ（Eテレ）で6年間理科のお姉さん役も務めた。
2017年（平成29年）には、第1回エミィ賞グランプリにおいて、優れたコメディ女優に贈呈のエミィ賞を贈られた。
プライベートでは2009年6月17日に、入籍したことをブログで発表。2012年12月、女児を出産した）

## 出演作品

### 映画
- 尚美/蜜代（1997年） - 尚美 役
- 最後のアメリカの夢（1997年） - 栗田アイラ 役
- スターとレッくん（2002年） - レッくん 役
- バーバー吉野（2004年） - 吉野香苗 役
- MIND GAME（2004年、アニメ） - ヤン 役
- ヒトリ ナ フタリ（2005年） - 秘書 役
- ベビーシッターブルース（2005年） - ベビーシッター 役
- 全然大丈夫（2008年） - 画材屋の店員 役
- デトロイト・メタル・シティ（2008年 東宝）
- いけちゃんとぼく（2009年） - 親戚のおばさん3 役
- アブラクサスの祭（2010年）
- オカンの嫁入り（2010年） - 医師・和田真 役
- だCOLOR?〜THE脱獄サバイバル (2016年) - 大京大学客員教授 後藤田真純 役
- 僕の好きな女の子（又吉直樹原作、2020年[5]）
- あのコはだぁれ?（2024年） - 仁科恭子 役[6][7]

### テレビドラマ
- お礼は見てのお帰り ナニワのべっぴん刑事 一本木礼子3（1999年1月5日、関西テレビ）
- ドラマスペシャル 「夫婦漫才　昭和から現代へ激動期を漫才に懸けた夫婦の50年間」（2001年12月30日、TBS）[8]
- 金曜エンタテイメント『京都喰い道楽 古本屋探偵ミステリー 井原西鶴伝説』（2002年12月6日、フジテレビ）
- すいか （日本テレビ） - スミちゃん 役
- 野ブタ。をプロデュース（2005年、日本テレビ） - 数学教師の黒木広子 役
- 4夜連続ドラマ 翼の折れた天使たち 第3夜『アクトレス』（2006年3月1日、フジテレビ）
- 「ココリコミラクルタイプ ドラマスペシャル『結婚しない女』」（フジテレビ）
- 誰よりもママを愛す  第3話（2006年、TBS）
- 連続テレビ小説 純情きらり（2006年4月 - 9月、NHK） - 小野寺ハツ美 役[9]
- 下北サンデーズ（2006年、テレビ朝日） - 犬魂 役
- DRAMA COMPLEX  『ヘレンときよしの物語』（2006年8月29日、日本テレビ） - 麻里 役
- 結婚式へ行こう!  第3話 - 第5話（2006年、TBS）
- 金曜プレステージ（フジテレビ）
  - 「奇跡の動物園2007〜旭山動物園物語〜」（2007年5月11日）
  - 「クッキングパパ」（2008年8月29日） - 野中 役
  - 「魔術はささやく」（2011年9月9日） - 加藤理恵 役
- 夫婦道（2007年、TBS） - 高鍋（山崎）八夜子 役[10]
- 積水ハウスドラマSP 「ロング・ウェディングロード!〜東京VS大阪ワケアリ婚物語」（2007年7月30日、TBS） - 東真由 役
- ガリレオ 第八章「霊視る」（2007年、フジテレビ） - 金沢頼子 役
- 放課後探偵クラブ（2008年、ディズニーチャンネル）
- 月曜ゴールデン 〜新春ドラマ特別企画〜 『女子刑務所東三号棟（7）』（2008年1月14日、TBS） - 梅林早苗 役
- はじめての一枚（2008年4月 - 2009年3月、日本テレビ） - ナレーション
- パンダが町にやってくる（2008年、毎日放送）
- 銭ゲバ（2009年、日本テレビ） - 野々村晴香 役
- 血液型別　オンナが結婚する方法♪ 第1夜「A型オンナが結婚する方法」（2009年2月23日、CX）
- 夫婦道 第2シリーズ （2009年、TBS） - 山崎八夜子 役
- 派遣のオスカル〜 『少女漫画』に愛をこめて（2009年8月、NHK） - 静田弘美 役
- 不毛地帯（2009年12月3日、フジテレビ） - 看護婦 役
- 蛇のひと（2010年3月7日、WOWOWドラマ）
- 連続ドラマ小説 木下部長とボク　第10話・第12話（2010年、読売テレビ）
- ドラマ10・八日目の蝉　第1話「逃亡」（2010年3月30日、NHK） - 里美 役
- よる★ドラ 本日は大安なり（2012年1月 - 3月、NHK） - ウェディングプランナー 役
- 浪花少年探偵団 第4話（2012年7月23日、TBS） - 和代 役
- 慰謝料弁護士〜あなたの涙、お金に変えましょう〜（2014年1月 - 3月、読売テレビ） - マリリン 役（吹き替え）
- 森光子を生きた女〜日本一愛されたお母さんは、日本一寂しい女だった〜（2014年5月9日、フジテレビ）
- シンデレラデート（2014年11月3日 - 12月26日、東海テレビ） - るり 役
- 五つ星ツーリスト〜最高の旅、ご案内します!!〜 第7話（2015年2月19日、読売テレビ） - 阿久津瑞穂 役
- 金曜プレミアム『名探偵 神津恭介2 呪縛の家』（2015年7月10日、フジテレビ）
- 僕が笑うと（2019年3月、関西テレビ開局60周年特別ドラマ） - 隣組の主婦、遠藤千代子 役
- 10の秘密（2020年〈令和2年〉1月、フジ・関西テレビ） - 向井理の娘役の担任教諭、鏡石亜紀 役
- 青のSP―学校内警察・嶋田隆平―（2021年1月、フジテレビ）[11]
- 連続テレビ小説 舞いあがれ!（2022年、NHK） - 津田道子 役[8][12]

### 舞台
- ミュージカル『美少女戦士セーラームーン』（2000年冬、2001年夏） - デスピー役、コーアン 役
- だめんず・うぉ〜か〜（2006年）
- 中野ブロンディーズ（2008年3月、2008年12月、2011年10月） - 寿美枝 役
- MISSING BOYs!!（2009年4月 - 5月） - タクマセイコ 役
- 裏の泪と表の雨（BuzzFestTheater、2016年・2018年）[13]

### ナレーション
- ロバートハウス（福岡放送）
- 上海大碗（テレビドラマ）
- ヨシモト∞占い（ヨシモト∞内）
- いただき∞（ヨシモトファンダンゴTV、サンテレビ、KBS京都）
- 地元応援バラエティ このへん!!トラベラー
  - このへん!! トラベラー　東京版（現在 テレビ東京、過去 TOKYO MX）
  - このへん!! トラベラー　北海道版（北海道テレビ）
  - このへん!! トラベラー　宮城版（東北放送）
  - このへん!! トラベラー　名古屋版（中京テレビ）
- 億万笑者!〜S-1バトルへの道〜（日本テレビ系）
- ラフピー!（琉球放送）※沖縄国際映画祭応援番組

### 吹き替え
- ファイナル・デッドサーキット 3D（2009年） - サマンサ・レーン 役

### CM
- KAGOME「植物性乳酸菌ラブレ」

### その他
- ふしぎ研究所（NHK教育テレビ、学校放送番組） - セイ子[14]
- びっくりか（NHK教育テレビ、学校放送番組） - セイ子[15]